# 숄츠의 별
숄츠의 별(Scholz's star), 광역적외선탐사위성 번호 WISE J072003.20−084651.2는 태양에서 외뿔소자리 방향으로 17 ~ 23 광년(5.1 ~ 7.2 파섹) 떨어진 쌍성계로 은하 평면에 거의 접한다.

## 특징
주성은 86±2 목성질량의 M형 적색왜성이다. 부성은 질량 65±12 목성질량의 T형 갈색왜성으로 추측된다. 연성계의 총 질량은 0.15 태양질량이다. 주성과 부성은 0.8 천문단위(120,000,000 킬로미터) 정도의 거리에서 서로 공전한다. 실시등급은 18.3이고, 나이는 3백만 ~ 1천만 년 정도로 추산된다. 연주시차는 166 밀리각초(0.166 각초)이다. 지금까지는 고유운동이 큰 천체에 대한 관측이 주가 되었기에 숄츠의 별은 상대적으로 늦게 발견되었다.

## 태양계 접근 역사
이 별은 약 70,000년 전에 태양에서 52,000 천문단위(0.25 파섹; 0.82 광년) 떨어진 곳을 지나갔다. 시뮬레이션 결과 이 쌍성계가 태양에서 적어도 120,000 천문단위(0.58 파섹; 1.9 광년) 이내에 들어왔을 확률은 98%였다. 태양계에 가장 가까이 왔을 때 숄츠의 별의 실시등급은 11.4 등급이었을 것이다. 숄츠의 별의 방문으로 인해 섭동된 오르트 구름의 혜성들은 약 2백만 년의 시간에 걸쳐 내부 태양계로 돌진했을 것이다. 숄츠의 별은 100,000년에 한 번씩 오르트 구름을 주기적으로 지나가는 것으로 추측되며, 태양에서 52,000 천문단위 이내까지 접근하는 일은 9백만 년에 한 번 꼴로 일어날 것으로 추측된다.

## 이름
이 별은 천문학자 랄프-디터 숄츠가 발견했다. 2013년 arXiv에 발견사실이 공고되었으며 애칭은 그의 이름을 딴 '숄츠의 별'로 정해졌다.

## 같이 보기
- 가까운 항성 목록